# Кобо, Эухенио
Эухенио Кобо (исп. Eugenio Cobo; 22 марта 1939, Мехико, Мексика) — известный мексиканский актёр, монтажёр, продюсер, режиссёр и сценарист, ученик Валентина Пимштейна, основатель и ректор CEA.

## Биография
Родился 22 марта 1939 года в Мехико. После окончания средней школы поступил в институт, и успешно проучившись получил профессию инженера-химика, но увлечённость к кинематографу оказалась сильнее и он выбрал творческий путь и стал актёром, монтажёром, продюсером, режиссёром и сценаристом. Брал уроки продюсирования у величайшего продюсера Валентина Пимштейна и поставил 7 телесериалов. Всего работал в 50 работах в кино и телесериалах. 26 сентября 1978 года основал CEA, который возглавил в 1987 году и продолжает стоять у руля института до сих пор. В качестве актёра принял участие в 42 работах, из них популярными были: Богатые тоже плачут и Разлучённые. В 1990 году был номинирован на TVyNovelas, однако он потерпел поражение.

## Фильмография

### В качестве актёра

#### Свыше 2-х сезонов
- 1985—2007 — Женщина, случаи из реальной жизни (17 сезонов; снялся в заключительном сезоне в 2007 году)
- 2011-н. в. — Как говорится (6 сезонов) — Ильдегардо/Леонардо.

#### Televisa
- 1979 — Богатые тоже плачут
- 1980 — Пелусита — доктор Суньига.
- 1981 — Дом, который я ограбила — Карим Саид.
- 1989 — Умираю, чтобы жить — Педро.
- 1990 — Пепел и алмазы (актёр и продюсер) — Томас.
- 1993 —
  - Последняя надежда (актёр и продюсер) — Сократес.
  - Сон любви — Федерико.
- 1994 — Полёт орлицы — Венустиано Карранса.
- 1995 —
  - Морелия — Артуро.
  - Узы любви — камео
- 1997 — Разлучённые — Фернандо.
- 1999—2000 — Лабиринты страсти — Артуро.
- 2000 — Рамона — генерал Алонсо Морено.
- 2001 — Подруги и соперницы — Педро Гонсалес.

#### Фильмы
- 1979 — Эти разрушения, которые ты видишь — Дон Леандро.
- 1981 — Анхела Моранте, преступление или самоубийство? — Пако Симон.
- 1991 —
  - Игрок — Садот.
  - Позор
- 2009 — Глава Будды — Флавио.

### В качестве продюсера

#### Телесериалы телекомпанииTelevisa
- 1986 — Марионетка
- 1988 — Сладкое желание
- 1999 — Рождественская сказка (исполнительный продюсер)
- 2001 — Рождество без конца (исполнительный продюсер)

### В качестве режиссёра

#### Телесериалы телекомпанииTelevisa
- 1989 — Цветок и корица (режиссёр и продюсер)